# I.Sat
I.Sat foi um canal de TV por assinatura por cabo ou satélite, de propriedade da Warner Bros. Discovery. Exibia filmes, séries, músicas e programas focados em pessoas de 14 a 49 anos. Sua sede era em Buenos Aires, Argentina.
Em geral o seu conteúdo era caracterizado por um estilo underground, focada em filmes e série com referência à diversidade.
Era transmitido por satélite para Argentina, Brasil, Bolívia, Chile, Colômbia, Peru, entre outros.

## História

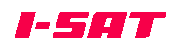
Logotipo do I.Sat utilizado de 1993 até 1999, ano em que o canal foi relançado, mudando totalmente sua identidade gráfica.

Até 2007, I.Sat pertencia ao grupo Claxson Interactive Group Latin America & Iberia, mas em meados daquele ano, a Turner Broadcasting System havia comprado o canal Retro e Space junto com o I.Sat. A sua programação foi mudada, para que hoje é a atual, ou seja, transmite séries internacionais, filmes independentes, e há blocos onde são exibidos. Em 2007, mudou a programação para ser um canal 24 horas de filmes e músicas, shows, documentários e séries. As séries que estão sendo exibidas atualmente no I.Sat são "Shameless UK", "Shameless US", "Secret Diary of a Call Girl", entre outros.
Em 2008 o canal passou a exibir o bloco [adult swim] em sua programação, já que o mesmo não foi aceito em seu antigo canal (Cartoon Network) sendo retirado por pressão de pais e políticos locais. Porém em novembro de 2010 o bloco foi extinto devido a baixa audiência no horário em que era apresentado (não foi considerado o fato de o bloco ser exibido às 03:00 h, quando a audiência já ser praticamente nula) e a pouca disponibilidade do I.Sat nas operadoras brasileiras.
Em abril de 2015, o I.Sat voltou a transmitir o [adult swim] para toda a América Latina, no Brasil com uma hora de duração nos horários variados entre 01:00 h e 03:00 h, devido ao sinal do canal ser compartilhado com diversos países da América Latina, e ter horários baseados no México.
Em 5 de maio de 2017, o canal passou a transmitir a quinta temporada de Samurai Jack para toda a América Latina, já que só estava sendo exibida no Adult Swim nos Estados Unidos. A série foi exibida as 00:00 h com legendas.
Em 21 de dezembro de 2023, a operadora Liberty Costa Rica anunciou a retirada do canal, junto com o Glitz* e MuchMusic para o dia 29 de fevereiro de 2024. Posteriormente, foi confirmado que os três canais seriam extintos em toda a América Latina, visando aumentar os investimentos nos recém-inaugurados Adult Swim e TNT Novelas.
No dia 1 de março de 2024, pouco após o meio-dia, a emissão do sinal do I-Sat foi interrompida.